# Крив
Крив (др.-рус. *Кривъ) — в восточнославянской мифологии родоначальник племени кривичей (ср.-греч. Κριβιτζοί, Κριβιτσηνοί в трактате «Об управлении империей» византийского императора X века Константина Багрянородного).
Согласно лингвисту Максу Фасмеру, кривичи получили название по имени родоначальника племени *Кривъ.
Из русского кривичи заимствовано латыш. krìevs «русский», Krìevija «Россия», krìevisks «русский», лит. мн. ч. kriẽvai.
Имя Крив, предположительно, связано с обозначением кривого и левого (ср. греч. имя Лаий, букв. «левый»), а также с литовским названием верховного жреца Криве.
В связи с персонажем Крив В. В. Иванов и В. Н. Топоров писали, что левое, кривое и т. п. является характеристиками земных персонажей, в противоположность небесным богам (ср. Правда на небе и Кривда на земле).